# Скрипкові концерти Моцарта
Вольфганг Амадей Моцарт написав п'ять скрипкових концертів, які, як вважають, без сумніву належать композиторові (KV 207, KV 211, KV 216, KV 218, KV 219). Унікальним у цій групі є концерт ля-мажор (KV 219) з фіналом у незвичайному ритмі менуету з епізодами в турецькому стилі (alla turca).
Ще два інших (KV 268 і KV 271i) є невизначеними, оскільки нема цілковитої впевненості, чи вийшли вони з-під пера Моцарта. Моцарт також написав три окремі твори для скрипки з оркестром: адажіо KV 261, рондо KV 269 та рондо KV 373. Моцарт написав принаймні п'ять скрипкових концертів між 1773 і 1776 роком у Зальцбурзі, Австрія, ймовірніше, для свого власного використання, коли працював концертмейстером оркестру архієпископа Зальцбурга.

## Концерт для скрипки №1
Концерт для скрипки № 1, сі-бемоль мажор, KV 207, (1773). Цей скрипковий концерт був написаний навесні 1773 року під час поїздки Моцарта до Італії і закінчений 14 квітня у Зальцбурзі.
1. Allegro moderato;
2. Adagio;
3. Presto.

Супровід: 2 скрипки, альт, бас, 2 гобої, 2 валторни.

## Концерт для скрипки №2
Концерт для скрипки № 2, ре мажор, KV 211, (1775). Написаний 14 червня 1775 року в Зальцбурзі.
1. Allegro moderato;
2. Andante;
3. Rondeau. Allegro.

Супровід: 2 гобої, 2 валторни і струнні.

## Концерт для скрипки №3
Концерт для скрипки № 3, соль мажор, KV 216, «Страсбург», (1775). Цей концерт Моцарт написав у віці 19 років.
1. Allegro;
2. Adagio;
3. Rondeau. Allegro.

Супровід: 2 скрипки, альт, бас, 2 гобої (2 флейти), 2 валторни.

## Концерт для скрипки №4
Концерт для скрипки № 4, ре мажор, KV 218 (1775)
1. Allegro
2. Andante cantabile
3. Rondeau. Andante grazioso

Супровід: 2 скрипки, альт, бас, 2 гобої, 2 валторни.

## Концерт для скрипки №5
Концерт для скрипки № 5, ля мажор, KV 219, «Турецький», (1775)
1. Allegro aperto
2. Adagio
3. Rondeau. Tempo di Menuetto

Супровід: 2 скрипки, альт, бас, 2 гобої, 2 валторни.

## Концерт для скрипки №6
Концерт для скрипки № 6, мі-бемоль мажор, KV 268, (сумнівний), (1780)
1. Allegro moderato
2. Un poco Adagio
3. Rondo. Allegretto

Супровід: 2 скрипки, альт, бас, флейта, 2 гобої, 2 фаготи, 2 валторни.

## Концерт для скрипки №7
Концерт для скрипки № 7, ре мажор, KV 271i, (сумнівний), (1777). Існує два примірники цього концерту з ХІХ-го століття. Один з них походить з кола паризького скрипаля Ежена Байо.
1. Allegro maestoso
2. Andante
3. Rondo. Allegro

Супровід: 2 скрипки, альт, бас, 2 гобої, 2 валторни.

## Інші твори для скрипки оркестром
- Адажіо мі-бемоль мажор, KV 261, (1776). Адажіо для скрипки з оркестром було написане у 1776 році на прохання італійського скрипаля Антоніо Брунетті (1735/1745 — 1786), щоб замінити первісне Адажіо з «Концерту для скрипки № 5», яке він вважав «занадто завченим».

Супровід: 2 скрипки, альт, бас, 2 флейти, 2 валторни.
- Рондо сі-бемоль мажор, KV 269, (1776)

Супровід: 2 скрипки, альт, бас, 2 гобої, 2 валторни.
- Рондо до мажор, KV 373, (1781)

Супровід: 2 скрипки, альт, бас, 2 гобої, 2 валторни.